# 꽃누나
꽃누나(Flow sister)는 대한민국의 트로트 걸그룹이다. 

## 개요
데뷔곡 〈꽃같은 사랑〉은 라틴풍의 세미트로트 곡으로 유튜브를 통해 인기를 얻은 랩소디가 피아노 연주를 맡았고, 작곡 윤지원, Kpop 전문인 Ming이 작사했다. 모두가 트로트 곡을 처음 시도하는 스텝이다.
리더 흑장미는 치어리더 라운드걸 댄스팀에서 활동했다.
서브보컬 하나는 배우, 리포터, CF모델, 홈쇼핑 쇼호스트로 활동했다.
연하는 플라잉요가, 골프 운동을 했으며, 2022년 12월 즘 트로트 걸그룹 레이디티로 이적해 맏언니 지우로 활동하고 있다.
막내 차시아는 여러 공연 무대에서 MC로 활동했으며 베이글녀로 화제가 됐다.

## 데뷔
2018년 8월 12일 싱글 《꽃 같은 사랑 (Love like a Flower)》으로 데뷔했다.

## 음반
- 2018.09.12. 싱글 《꽃 같은 사랑 (Love like a Flower)》 수록곡〈꽃 같은 사랑 (Love like a Flower)〉 (타이틀, 작사: Ming, 작곡: 윤지원, 편곡: 랩소디(Rhapsodies)), (장르:세미트로트, 발매사: (주)오감엔터테인먼트, 기획사: 디홀릭에이전시)[2]